# Gävle
Gävle ( ouça a pronúncia), Gavle (por adaptação tipográfica), Gevália [carece de fontes?] (em latim: Gevalia) ou Gebília [carece de fontes?] (em latim: Gebilia), é uma cidade do norte da  Suécia, na província histórica da Gästrikland.                                                                                                                                           

Está situada a 180 km a norte de Estocolmo, ocupando as duas margens da foz do rio de Gavle, no seu ponto de encontro com o mar Báltico.

É a cidade mais antiga da região histórica da Norrland, tendo sido fundada por volta de 1446 como aldeia piscatória e mercado comercial.

É a sede da comuna de Gävle, pertencente ao condado de Gävleborg.                                                                                                                   Tem uma área de 39,7 quilômetros quadrados e uma população de 79 004 habitantes (2021).

É um nó rodoviário e ferroviário, dispondo de um porto importante.     
Possui estaleiros navais e indústrias de papel, porcelanas, couro e alimentar (cerveja).                                                                                                                         É um centro escolar e cultural regional, contando ainda com várias instituições nacionais aí localizadas.

Sua principal atração turística é o bode de Gävle, uma grande construção de madeira e palha com uns 13 metros de altura, erigida anualmente em frente da biblioteca municipal, e quase sempre incendiada por mão criminosa dentro de algumas semanas.                                                                                                        

## Etimologia e uso
O topônimo Gävle está registado no século XV como Gaeffla. Sua origem é incerta, mas poderia derivar do sueco antigo gavlar (as margens abruptas do rio de Gavle). Em latim, aparece traduzido como Gevalia e Gebilia. Ainda nos nossos dias, tem havido uma luta local pela grafia da palavra – com partidários e opositores das formas Gefle, Gäfle e Gävle.
Em textos em português costuma ser usada a forma original Gävle, ocasionalmente transliterada para Gavle, por adaptação tipográfica. 
| “ | Este novo método de distribuição de ar foi desenvolvido na Suécia, na cidade de Gävle.                 | ” |
|   | — Juvenaldo Edi Chicra Pastola, Utilização de jatos confluentes verticais de impacto em sistemas AVAC. |   |

## História
Gävle foi a primeira cidade da região norte da Suécia (Norrland) a receber ”privilégios de cidade” (stadsprivilegium) em 1446 pela mão do rei Cristóvão da Baviera. No século XVI estava estabelecida como o principal centro de comércio da costa da Norrland. Vários grandes incêndios devastaram a cidade, o último dos quais em 1869, tendo a cidade sido reconstruída. Em alguns casos foi conservada a traça original, e noutros casos foi modernizada.

## Comunicações
A cidade de Gävle é atravessada pelas estradas europeias E4 (Haparanda – Helsingborg) e E16 (Gävle – Torsby), assim como pelas ferrovias linha da Costa Leste (Estocolmo – Sundsvall),  linha de Bergslagen (Gävle – Kil) e linha do Norte (Gävle – Bräcke).                                                                                                          

Dispõe do aeroporto de Gävle a 15 km da cidade, e do porto de Gävle  a poucos quilómetros do centro da cidade.

## Economia
A economia de Gävle está dominada pela produção de papel e polpa de celulose, assim como pela fabrico de café ”Gevalia” e uísque ”Macmyra Whisky”. Apesar do peso da indústria, a sua economia transita sucessivamente para os serviços e administração.

## Ensino
A cidade conta com uma instituição de ensino superior -  a Escola Superior de Gävle (Högskolan i Gävle).

Possui igualmente uma rede de escolas de ensino básico e secundário, e dispõe igualmente de educação de adultos (Komvux), ensino superior popular (folkhögskola), ensino técnico superior profissional (yrkeshögskola) e ensino superior.

| - Universidades: - Ensino à distância, pelo Instituto Real de Tecnologia de Estocolmo (Kungliga Tekniska högskolan) - Ensino superior popular: - Escola Superior Popular de Hagabergs (Hagabergs folkhögskola) - Escola Superior Popular de Santa Brígida (S:ta Birgittas folkhögskola) - Escola Superior Popular de Santo Inácio (Sankt Ignatios folkhögskola) |

## Património turístico
Alguns pontos turísticos mais procurados atualmente são:

- Bode de Gävle (Gävlebocken)
- Museu nacional da ferrovia (Sveriges Järnvägsmuseum')
- Silvanum (Museu da floresta) e Valls Hage (Jardim botânico)
- Boulognerskogen (grande parque citadino com obras de arte)
- Igreja da Santíssima Trindade (Heliga trefaldighetskyrkan')
- Câmara municipal/prefeitura (Gävle Rådhuset')
- Palácio de Gävle (Gävle slott)
- Rio de Gavle (Gavleån)
- Gamla Gefle (bairro antigo do século XVIII)
- Museu da Prisão Sueca (Sveriges fängelsemuseum)

O bode de Natal de Gävle tem sido regularmente alvo de vandalismo, tendo já sido atacada 23 vezes. Em 1966, ano da sua construção, foi incendiada pela primeira vez. Desde então, a figura foi reconstruída inúmeras vezes, apenas para ser repetidamente queimada, quebrada e até atingida por um automóvel em despiste, em 1976. Apenas por uma vez as autoridades conseguiram deter um dos autores dos ataques. Foi em 2001, quando um estadunidense de 51 anos passou 18 dias na prisão.

## Personalidades ligadas a Gävle
- Alexandra Dahlström, atriz
- Joe Hill, sindicalista, poeta e cantor americano, nascido e criado em Gävle
- Pär Holmgren, meteorologista e político
- Rolf Lassgård, ator

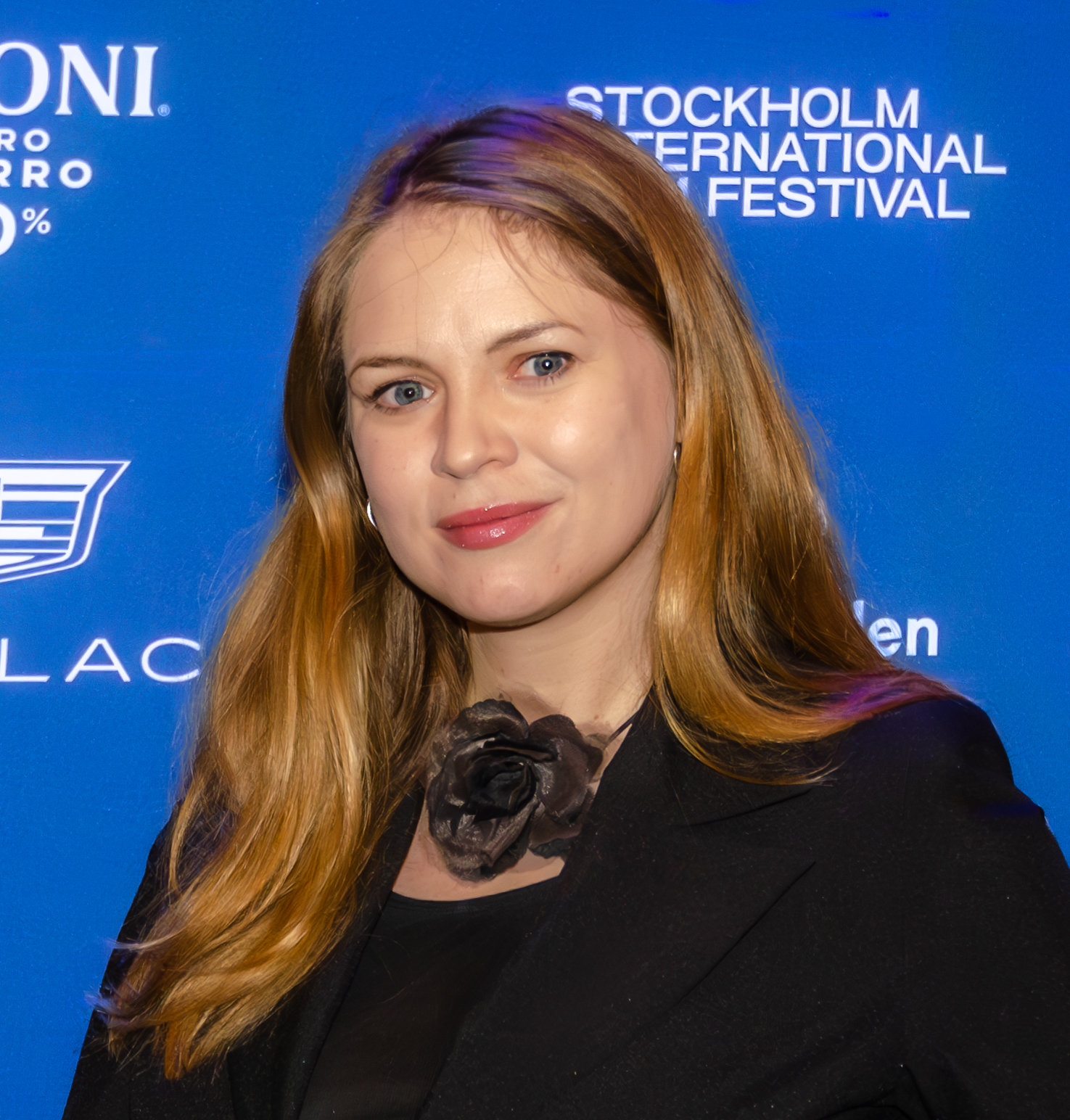
Alexandra Dahlström, atriz
- Cat Stevens, cantor,
- Christian Lundeberg, primeiro-ministro aquando da dissolução da União em 1905
- Erik Acharius, botânico, médico, naturalista e cartoonista.
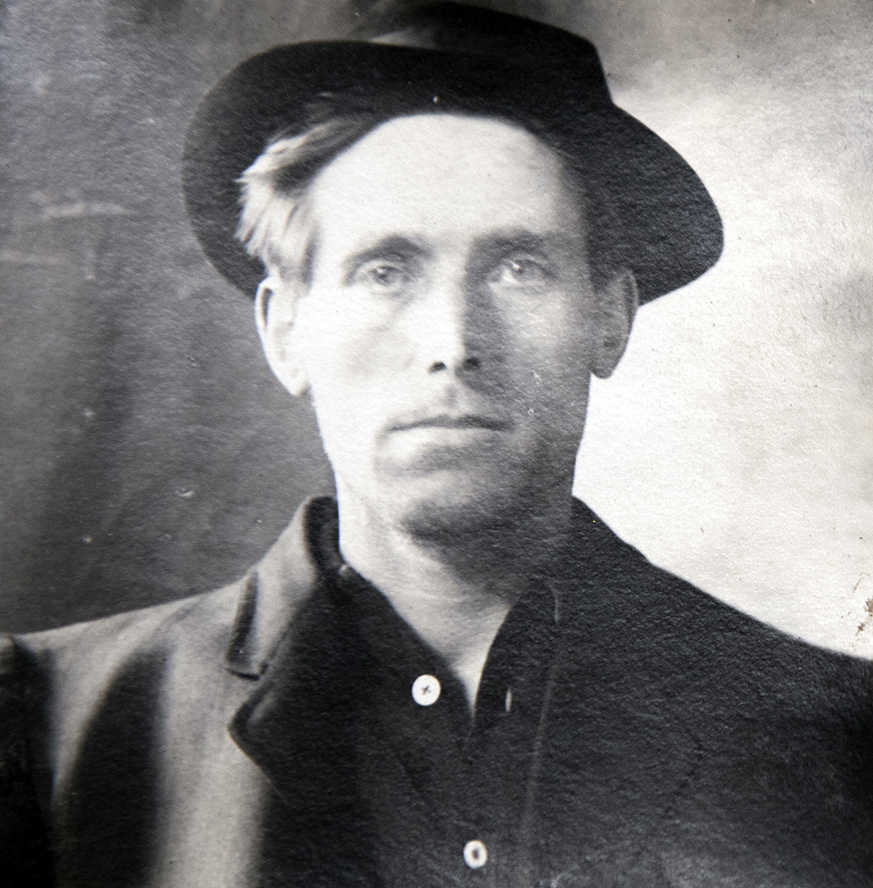
Joe Hill, sindicalista, poeta e cantor americano, nascido e criado em Gävle
- Nicklas Bäckström, jogador de hóquei no gelo
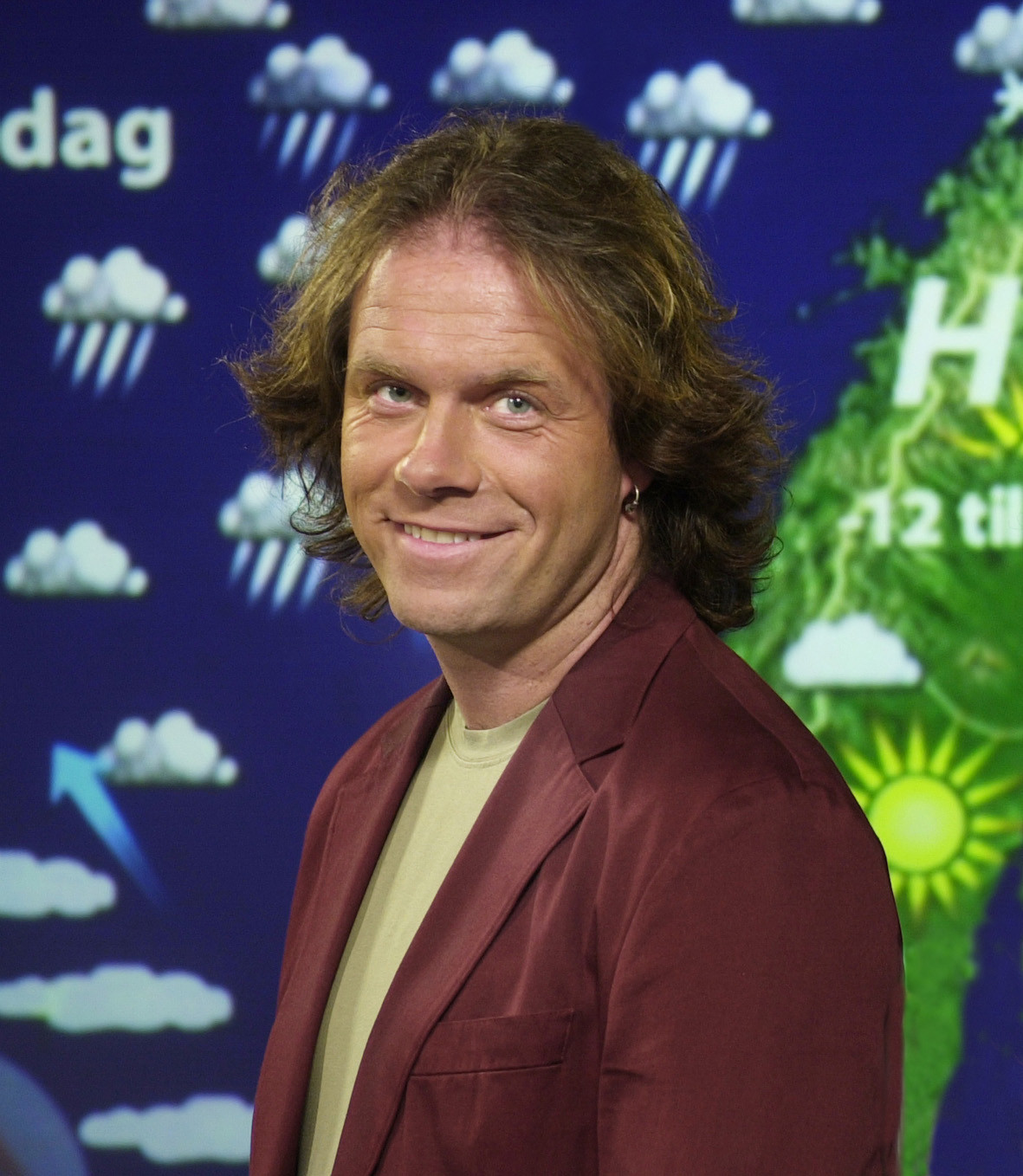
Pär Holmgren, meteorologista e político
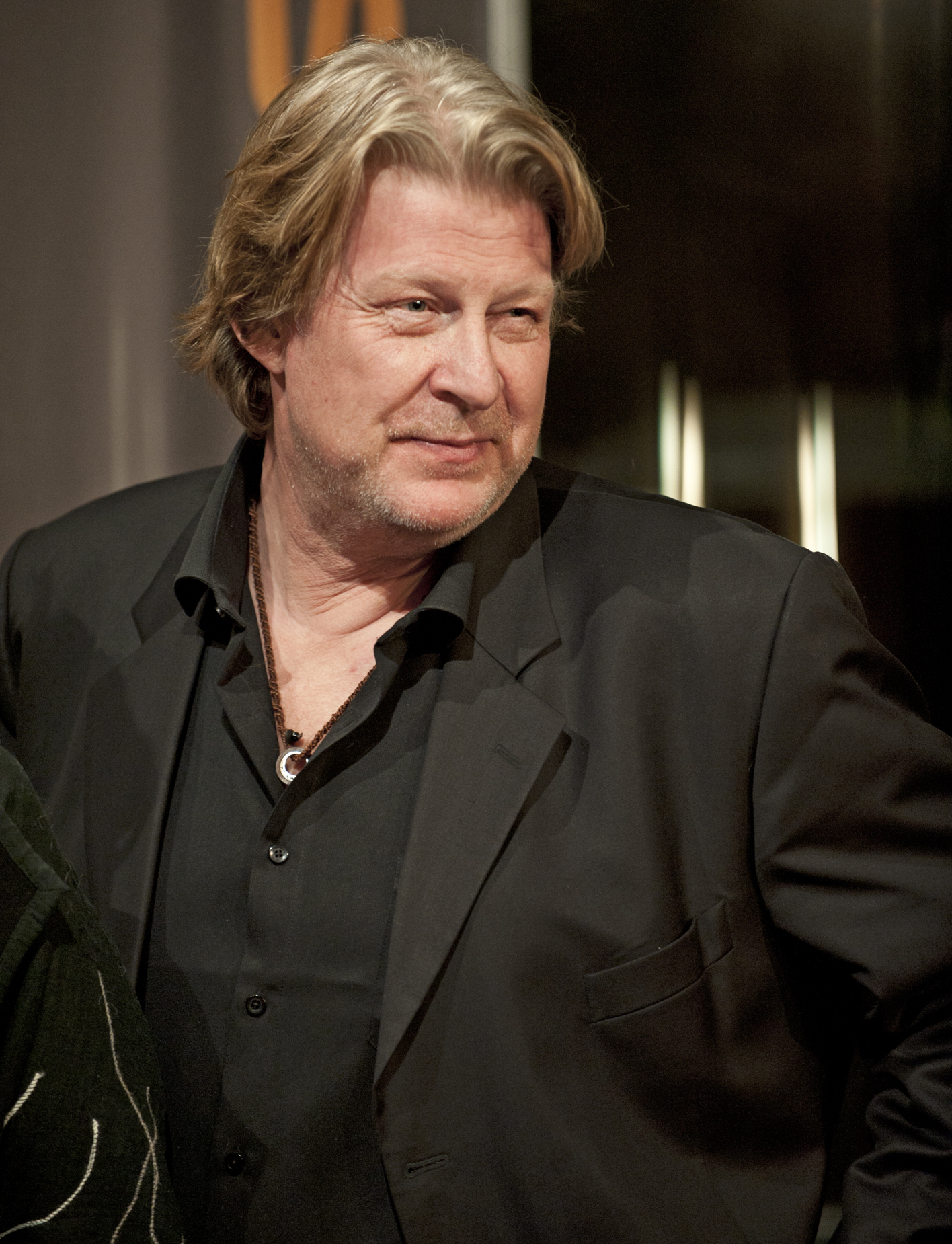
Rolf Lassgård, ator

## Desporto

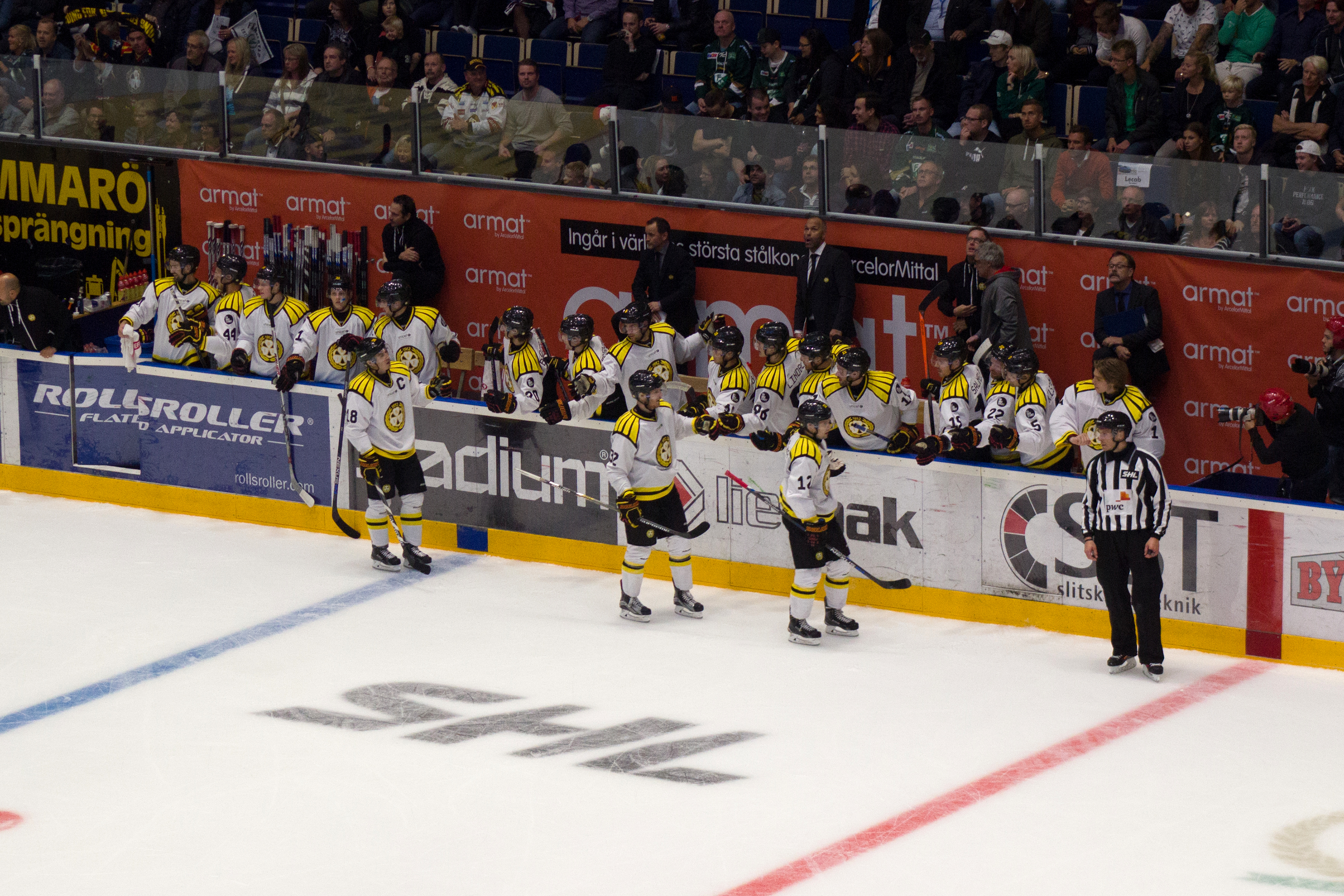
O Brynäs IF em 2015

Entre os desportos mais em destaque em Gävle, estão o hóquei no gelo e o futebol.

Como clubes mais cotados da cidade, podem ser apontados o Brynäs IF (hóquei no gelo) e o Gefle IF (futebol).

 
A Monitor ERP Arena (hóquei no gelo), a Strömvallen (futebol) e o hipódromo Gävletravet costumam ser indicadas entre as suas arenas desportivas mais importantes.

| - Clubes - Gefle IF (futebol), - Brynäs IF (hóquei no gelo) - Arenas - Monitor ERP Arena (hóquei no gelo) - Strömvallen (futebol) - Gävletravet (hipódromo) |

## Galeria

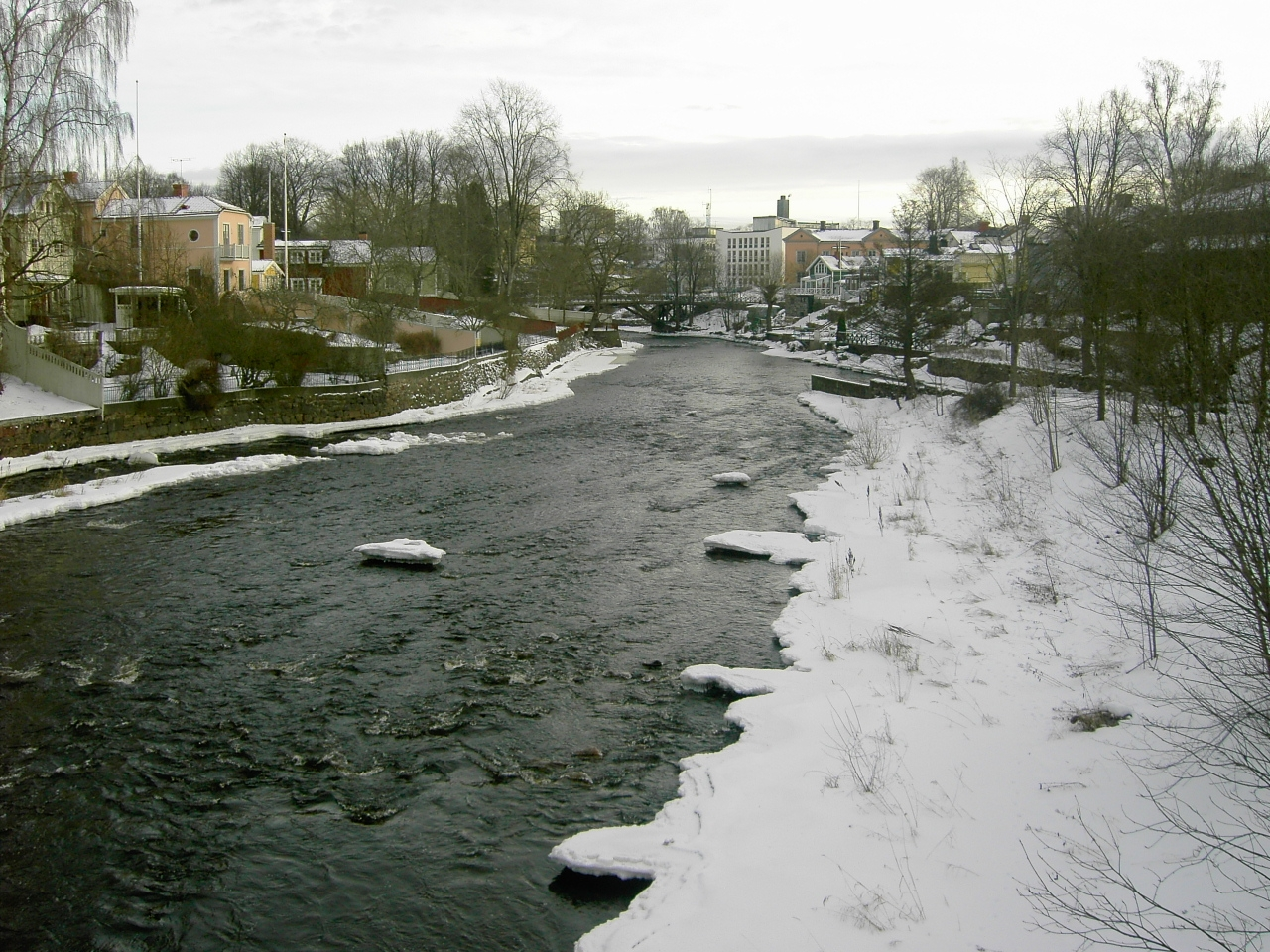
O rio Gavle corre através da cidade
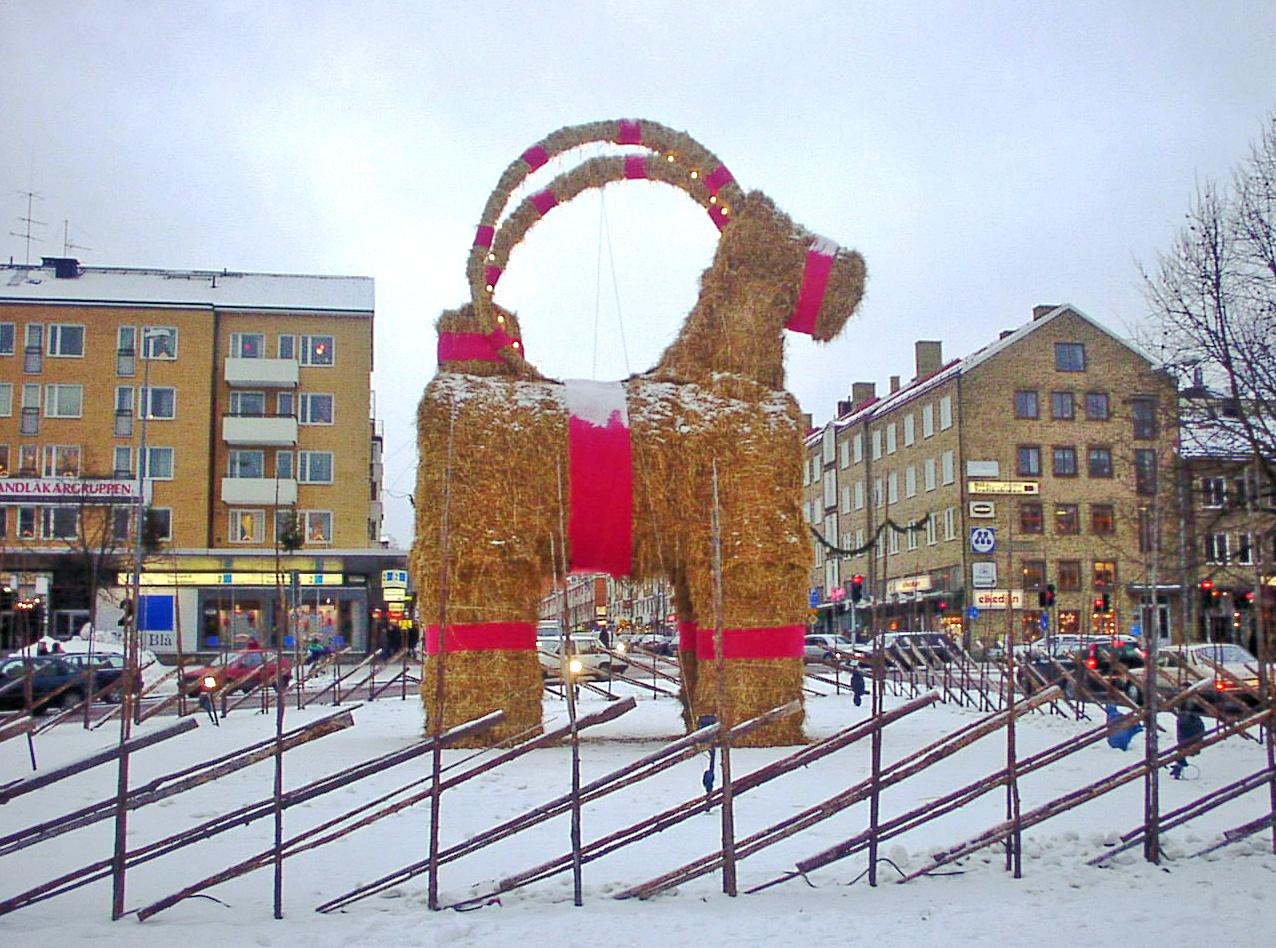
O bode de Gävle renasce todos os anos
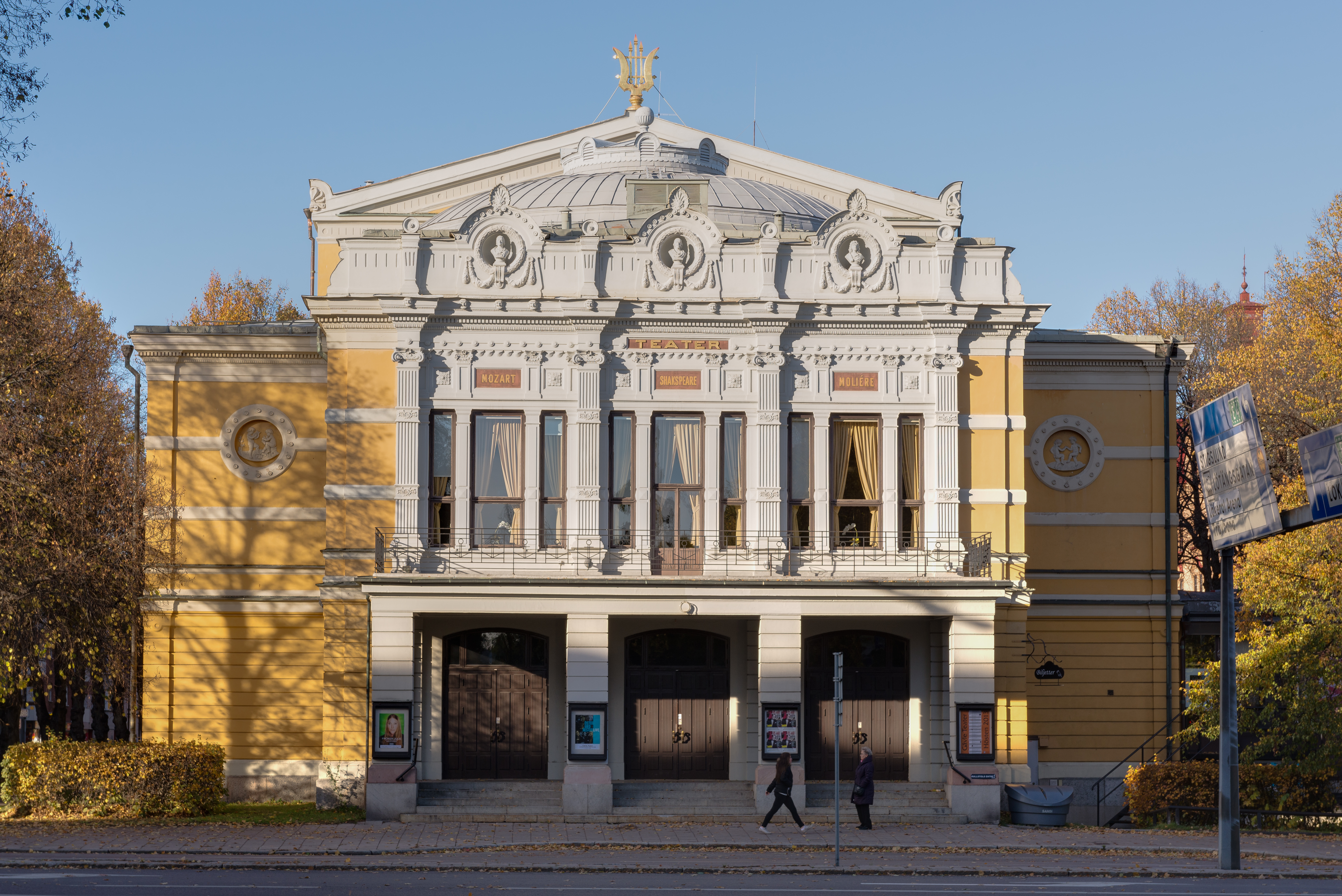
O teatro de Gävle
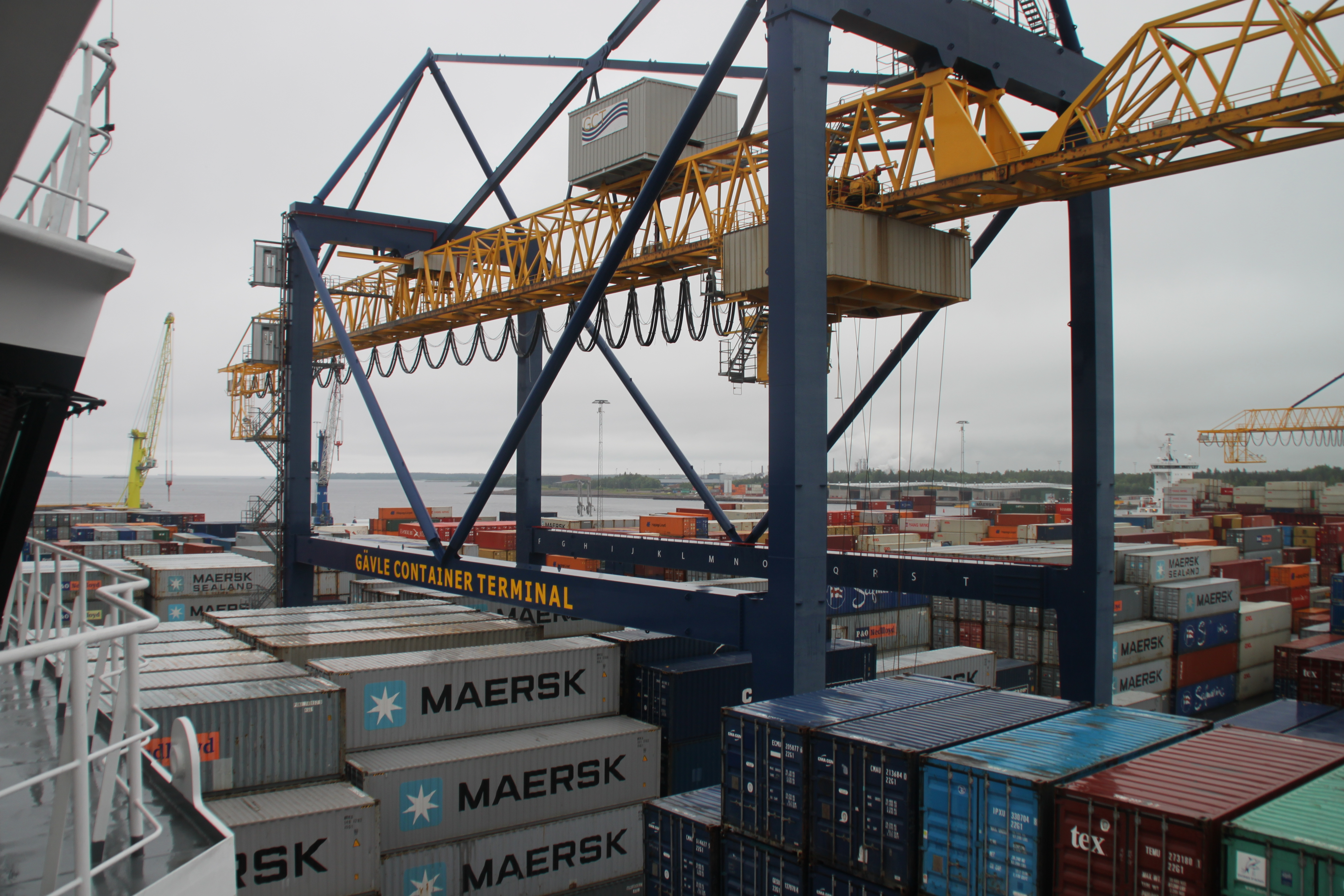
O porto de Gävle
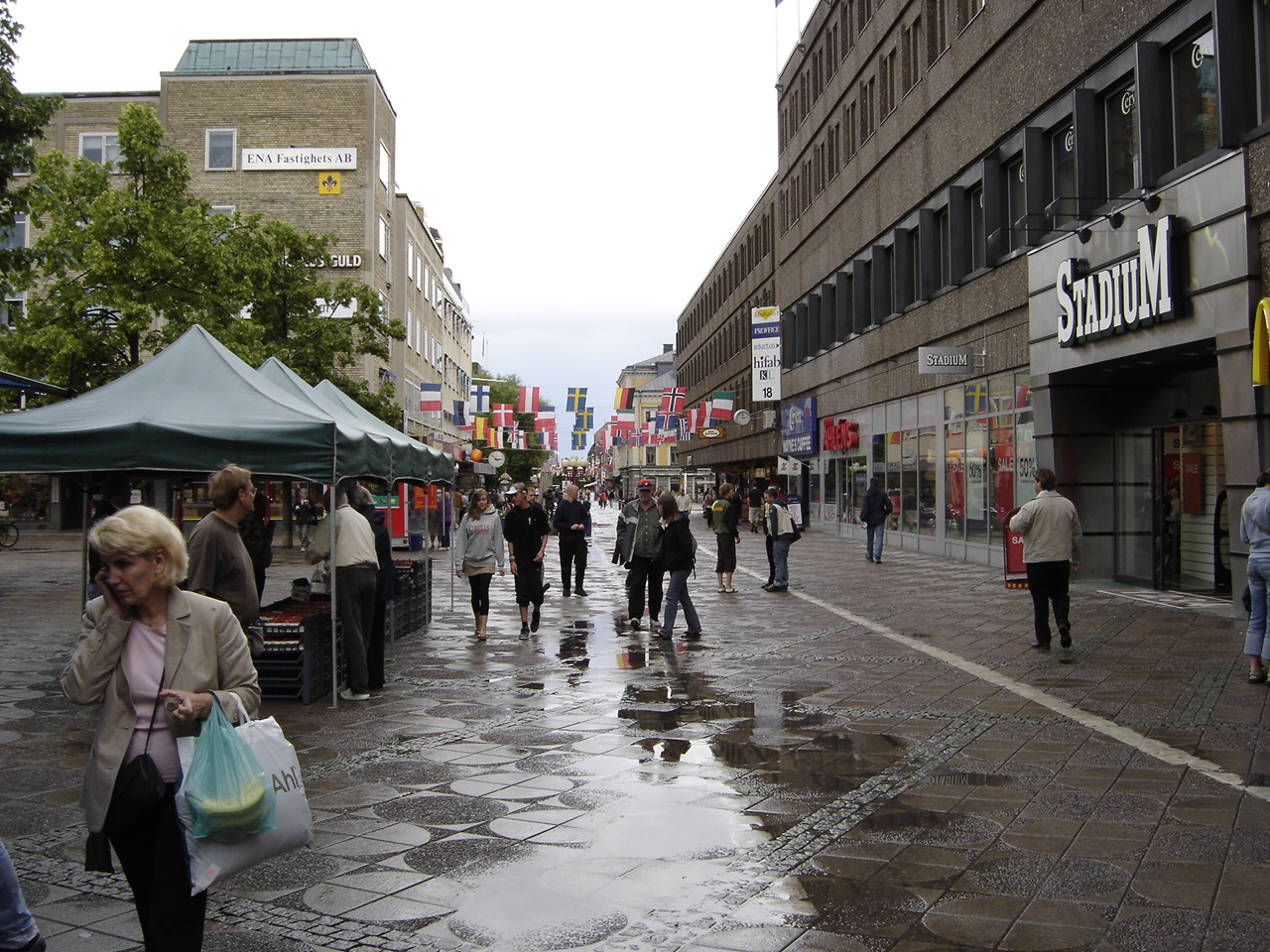
Uma rua da cidade
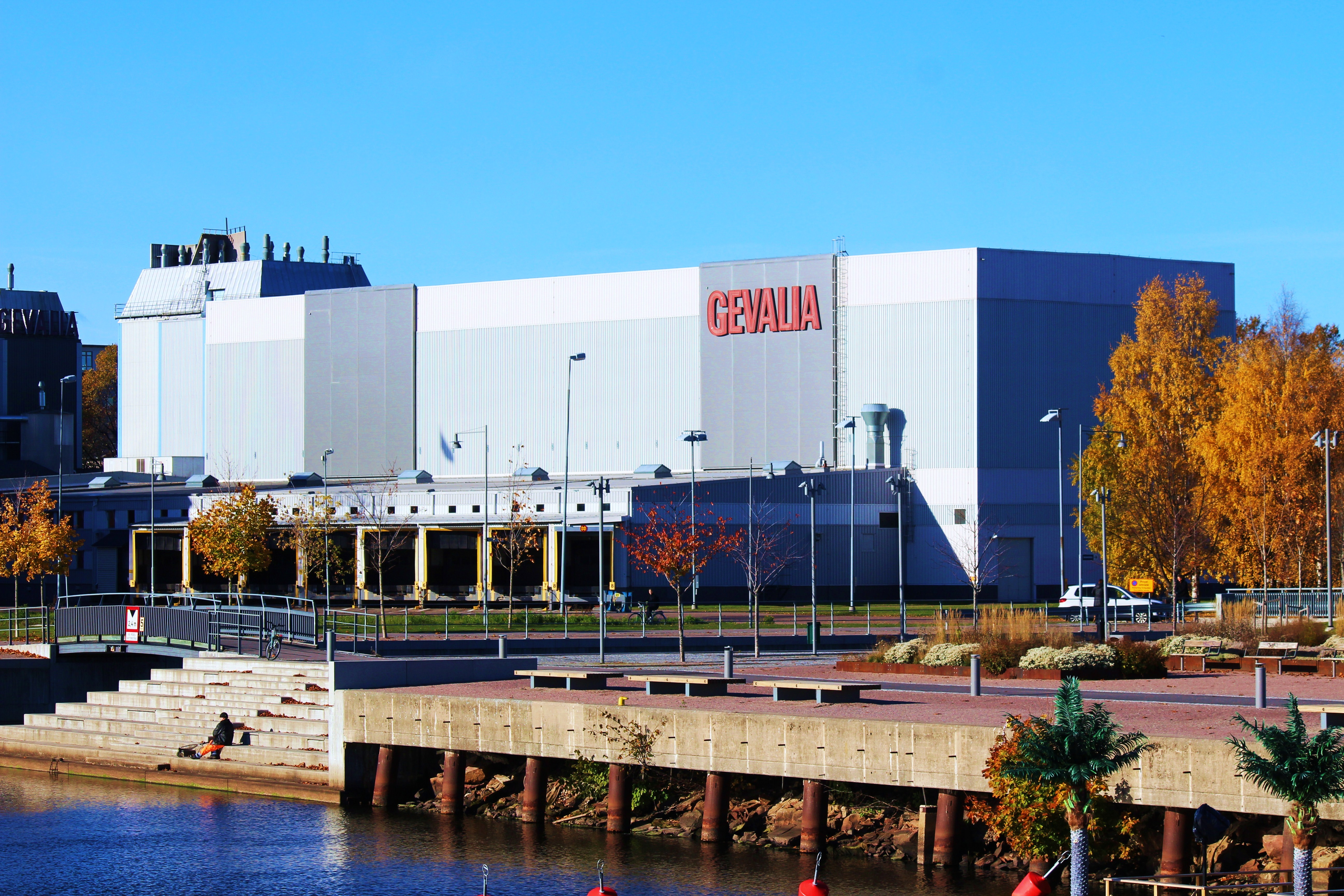
A fábrica de café Gevalia